# Walter Nones
Walter Nones (* 5. November 1971 in Cavalese, Trentino; † 3. Oktober 2010 am Cho Oyu, Nepal) war ein italienischer Extrembergsteiger und Bergführer.

## Leben
Nones wurde in Cavalese geboren und ist in Sover im Cembratal aufgewachsen. Er begann schon als Kind mit dem Bergsteigen. 
2004 bestieg Nones erfolgreich mit Karl Unterkircher, Silvio Mondinelli, Ugo Giacomelli und Michele Compagnoni den K2. Auf dem Abstieg vom Gipfel halfen Mondinelli und Nones zudem zwei in Schwierigkeiten geratenen spanischen Bergsteigern, sicher das Lager zu erreichen.
Einer breiteren Öffentlichkeit wurde Nones 2008 bekannt, als sein Bergkamerad Karl Unterkircher am Nanga Parbat tödlich verunglückte. Zusammen mit Simon Kehrer hatten sie versucht, den Gipfel über eine neue Route in der Rakhiot-Wand zu erreichen. Nach dem tödlichen Spaltensturz von Unterkircher setzen Nones und Kehrer den Aufstieg zu zweit fort, da ein Ausstieg aus der Wand nicht möglich war. Im Laufe des späteren Abstiegs wurden sie per Hubschrauber geborgen. Die dortigen Erlebnisse veröffentlichte Nones 2010 zusammen mit Kehrer in dem Buch Teufelswand. Die Tragödie der Unterkircher-Expedition am Nanga Parbat.
Als Nones 2010 zusammen mit Giovanni Macaluso und Manuel Nocker den Cho Oyu über eine neue Route auf der Süd-West-Wand besteigen wollte, verunglückte er tödlich.
Nones war ausgebildeter Bergführer und Ausbilder im Alpinzentrum der Carabinieri in Wolkenstein in Gröden. Er war verheiratet und hatte zwei Söhne, die Familie lebt in Wolkenstein.

## Bergsteigerische Leistungen
- 1995 Lobuche Peak Ost (6119 m), Nepal, Erschließung einer neuen Felsroute im Schwierigkeitsgrad UIAA VII
- 2006 Mount Genyen (6240 m), China, Erstdurchstieg der Nordwand im Alpinstil
- 2008 Chongra Peak Nord (6840 m), Pakistan, Erstbegehung des Westgrats im Alpinstil

Darüber hinaus eröffnete Nones auch Kletterrouten in den Schwierigkeitsgraden UIAA VII und VIII in den italienischen Alpen.

## Veröffentlichungen
- Walter Nones, Simon Kehrer: Teufelswand: Die Tragödie der Unterkircher-Expedition am Nanga Parbat. Malik, 2010. ISBN 3890293786.
- Walter Nones, Simon Kehrer: È la montagna che chiama. La tragedia del Nanga Parbat nel racconto dei sopravvissuti Simon Kehrer e Walter Nones. 2009. ISBN 978-88-04-58841-2.